# Танінґанвай
Танінґанвай (*бірм. တနင်္ဂနွေမင်, 1689  — 14 листопада 1733) — 14-й володар імперії Таунгу у 1714—1733 роках.

## Життєпис
Походив з другої династії Таунгу. Син спадкоємця трону Санай Міна. Народився 1689 року. 1698 року його батько посів трон. 1 лимстопада 1711 року Танінґанвай став спадкоємцем трону, змінивши свого стрийка Паган Саррка. 1714 року після смерті батька спадкував владу. Невдовзі стикнувся з повстанням стрийка, якого було швидко переможено, схоплено й страчено. Невдовзі через потужні зливи суттєво постраждало сільське господарство, наслідком чого став голод в країні.
1724 року Гаріб Наваз, мейдінгу Манупуру, здійснив грабіжницький похід на володіння Таунгу. У листопаді того ж року Танінґанвай відправив військо, що атакувало Маніпур з наміром відплати. Проте похід не мав успіху. Напади маніпурської кінноти на землі між Чиндвіном та Іраваді тривали в наступні роки, яким бірманські війська не могли дати ради.
1727 року повстала васальна держава Ланна. Дві військові кампанії в 1727—1728 і 1731—1732 роках не дозволили повністю приборкати правителя Онг Кхама, але незалежна частка Ланни тепер складала лише долину Пінг навколо місто Чіангмай.
Помер 1733 року. Йому спадкував син Магадгаммараза Діпаті.